# Eupelmus memnonius
Eupelmus memnonius is een vliesvleugelig insect uit de familie Eupelmidae. De wetenschappelijke naam is voor het eerst geldig gepubliceerd in 1820 door Dalman.